# Dreux de Boves
Pour les articles homonymes, voir Drogon et Dreux (homonymie).
Dreux ou Drogon de Boves était un noble picard qui vécut au XIe siècle, seigneur de Boves au sud-est d'Amiens. Il fut le père d'Enguerrand Ier de Coucy.

## Biographie

### Origines
Les origines de Dreux ou Drogon de Boves encore nommé Dreux de Parpes (Papiriacum, sans doute Pav(e)ry à Thézy-Glimont) sont controversées, plusieurs hypothèses sont émises. Il apparaît dans les textes à partir de 1034 et 1042,. Il semble le cadet d'un certain Nivelon de Boves, sans doute un frère ou un cousin aîné disparu entre 1034 et 1042.
Il serait soit :
- Le fils d'Hugues de Boves, né au commencement du XIe siècle : actuellement, c'est cette paternité qui est volontiers retenue. Certains présentent Hugues comme le gendre d'Albéric (ou Aubri), sire de Coucy en 1059-1079 (expulsé de Coucy en 1079, on le dit réfugié en Angleterre où il serait mort après 1086), dont il deviendrait le successeur : mais les dates ne fonctionnent pas car Hugues ne peut être né qu'avant 990, son fils Dreux étant né vers 1005, alors qu'Aubri serait né au plus tôt vers 1010 !
- Le fils d'Albéric ou Aubri, sire de Coucy. Mais cela ne fonctionne pas non plus car Aubri est le 1er mari d'Adèle de Marle, le 2e étant Enguerrand de Boves, le fils de Dreux !
- Un parent d'Adèle de Marle, femme d'Albéric, qui lui apporta le titre de Boves.
- D'autres enfin prétendent qu'il n'avait pas de lien avec les Coucy, et que c'est seulement son fils Enguerrand qui permet de rattacher cette famille à celle de Coucy, car en épousant Adèle de Marle (dite aussi Adèle de Coucy, très probablement issue de la famille de Roucy car elle semble bien la fille de Létaud de Marle, frère cadet d'Ebles Ier, comte de Roucy et archevêque de Reims), il aurait acquis la terre de son premier mari Albéric (que d'ailleurs ce dernier tenait probablement non pas de son propre chef mais de sa femme, ladite Adèle, dont l'héritage en Vermandois-Thiérache comportait sans doute Marle, Coucy, La Fère, Vervins... et provenait plausiblement des Vermandois : voir l'article Ebles, avec une généalogie inspirée des travaux de l'historien Jean-Noël Mathieu (1928-2010))[3] : c'est la thèse aujourd'hui la plus plausible.

Quant à Boves, tout près d'Amiens, c'est un fief qui était associé à Pav(e)ry, Caix, Fouencamps ; la famille de Boves qui les possédait a dû émerger dans la seconde moitié du Xe siècle. 
Dreux de Boves était un fidèle des comtes Gautier II le Blanc, Dreux, Gautier III et Raoul IV. Les comtes lui cédèrent la vicomté de Corbie vers 1030 (les comtes d'Amiens s'étaient peu à peu emparés de la vicomté aux dépens des abbés-comtes de Corbie) ; des tensions persistantes depuis 1071 avec l'abbé de Corbie, auquel le roi avait rendu la vicomté, furent réglées par un accord de l'hiver 1079 entre l'abbé Foulques et Enguerrand de Boves, ce dernier restant le vicomte mais partageant la justice vicomtale avec l'abbé et lui versant des redevances féodales ; Villers-Bretonneux et Villers-Bocage faisaient partie de ladite vicomté.
Les Boves furent aussi avoués de l'Eglise d'Amiens.
Enfin, le fils de Dreux, Enguerrand, accéda au comté d'Amiens en 1085, on ne sait précisément à quel titre. Le saint comte Simon (fils de Raoul IV), aussi comte de Valois, de Vexin et de Bar-sur-Aube, mort en 1082, avait abdiqué en 1077 pour rejoindre la vie monastique puis érémitique. Trois personnages sont alors décorés simultanément du titre comtal : Yves et Guy, peut-être les demi-frères de Simon, et Enguerrand de Boves. Pour justifier cette promotion, Enguerrand bénéficia certainement de son statut de vicomte de Corbie (réconcilié comme on l'a dit avec le puissant abbé), et de l'appui de l'évêque d'Amiens dont il était, nous l'avons vu, l'avoué. Mais il existait sans doute aussi un lien familial (héréditaire ou matrimonial) entre les Boves et les comtes d'Amiens : on a suggéré par exemple que la femme d'Hugues de Boves était peut-être une Adèle de Vexin-Amiens (une fille des comtes Gautier II ou Dreux ?). 

### Histoire
Il est l'un des principaux conseillers de Richilde de Hainaut, comtesse de Flandre et de Hainaut.

Il ne serait pas mort lors de la bataille du Mont-Cassel du 22 février 1071, où périt le jeune comte Arnoul de Flandre, fils de la comtesse Richilde, mais seulement gravement blessé. En tout cas, il meurt vraisemblablement avant 1076.

### Descendance
Il eut pour enfants avec Mélisende :
- Enguerrand (vers 1042-1116), son successeur, comte d'Amiens en 1085, 2e époux d'Adèle de Marle ;
- Anseau, d'abord destiné à l'Église — il fut clerc de l'évêque de Laon, puis archidiacre de l'évêque d'Amiens — avant de se marier et avoir pour enfant Robert de Caix (ou Caïs) ;
- Robert de Boves, marié à Adélais de Péronne.